# IC 3346
IC 3346 је елиптична галаксија у сазвјежђу Дјевица која се налази на листи објеката дубоког неба у Индекс каталогу.
Деклинација објекта је + 11° 22' 47" а ректасцензија 12h 26m 44,5s. Привидна величина (магнитуда) објекта IC 3346 износи 14,7 а фотографска магнитуда 15,7. IC 3346 је још познат и под ознакама VCC 936, PGC 40739.